# Chaguaya
Chaguaya es una pequeña localidad del sur de Bolivia, ubicada en la región de los valles interandinos. 

## Ubicación
Administrativamente se encuentra en el municipio de Padcaya de la provincia de Arce en el departamento de Tarija. Está situada a 60 km al suroeste de la ciudad de Tarija, capital del departamento homónimo. El pueblo es muy famoso pues allí se encuentra un santuario, donde se venera a la Virgen de Chaguaya. 
El núcleo poblacional se encuentra entre el pie de una loma (pequeña colina) y las orillas del río Camacho que en ese punto se reúne con otros dos cursos de agua dulce que fluyen el uno desde la Quebrada de Rosillas y el otro desde la Quebrada del Panteón.

## Demografía
La población del pueblo ha estado sujeta a fluctuaciones significativas en las últimas dos décadas:
| Año  | Habitantes | Fuente |
| ---- | ---------- | ------ |
| 1992 | 335        | Censo  |
| 2001 | 653        | Censo  |
| 2012 | 371        | Censo  |

## Templos
Se destacan los de la iglesia católica caracterizada por su especial veneración o dulia a la Virgen María: 

La iglesia original es una antigua capilla de adobes luego recubiertos con lajas de piedra, esta capilla original (sin la cubierta de piedras) dataría del siglo XVIII; durante el siglo XX merced a las donaciones de los promesantes se construyeron dos, inicialmente, precarios templos y recién en los 1980 se construyó el gran santuario (con rango de basílica) provisto interiormente de grandes arcos, una media bóveda y en las paredes y partes altas con grandes ventanales.

## Economía
Aparte de los peregrinos procedentes de toda la región del sur boliviano y de Lípez o de los procedentes de Jujuy y Salta en Argentina, desde fines del siglo XX las celebraciones a la Virgen de Chaguaya durante los fríos y secos meses de agosto y septiembre atraen cada vez más al turismo.
Por otra parte el área rural de Chaguaya produce vides, papas, maíz y duraznos, así como una pequeña ganadería de equinos, porcinos, vacunos y caprinos.

## Transporte
Chaguaya se encuentra a 55 kilómetros por carretera al sur de Tarija, la capital departamental.
Desde la ciudad de Tarija, la ruta nacional pavimentada Ruta 1 se dirige hacia el sureste hacia las ciudades de Padcaya y Bermejo. A los diecisiete kilómetros un camino rural asfaltado se desvía de la carretera principal hacia el oeste, a los cinco kilómetros cruza el valle del río Nuevo Guadalquivir y a los tres kilómetros llega al pueblo de Valle de Concepción. Desde allí, un camino vecinal sin pavimentar conduce en dirección suroeste y llega a Chaguaya después de treinta kilómetros por Chocloca y Juntas. Desde aquí son otros dieciséis kilómetros hasta Padcaya por un camino pavimentado.